# Roncocreagris
Roncocreagris es un género de pseudoscorpiones de la familia Neobisiidae.  Se distribuye por Europa y Norte de África.

## Especies
Según Pseudoscorpions of the World 1.2::
- Roncocreagris andalusica (Beier, 1953)
- Roncocreagris aurouxi Zaragoza, 2000
- Roncocreagris beieri Mahnert, 1976
- Roncocreagris blothroides (Beier, 1962)
- Roncocreagris cambridgei (L. Koch, 1873)
- Roncocreagris cantabrica (Beier, 1959)
- Roncocreagris cavernicola (Vachon, 1946)
- Roncocreagris distinguenda (Beier, 1959)
- Roncocreagris galeonuda (Beier, 1955)
  - Roncocreagris galeonuda clavata
  - Roncocreagris galeonuda galeonuda
  - Roncocreagris galeonuda robustior
- Roncocreagris iberica (Beier, 1953)
- Roncocreagris iglesiasae Zaragoza, 2003
- Roncocreagris lucensis Zaragoza, 2002
- Roncocreagris murphyorum Judson, 1992
- Roncocreagris portugalensis (Beier, 1953)
- Roncocreagris pycta (Beier, 1959)
- Roncocreagris roncoides (Beier, 1955)
- Roncocreagris salgadoi Zaragoza, 2002

## Publicación original
- Mahnert, 1974: Acanthocreagris nov. gen. mit Bemerkungen zur Gattung Microcreagris (Pseudoscorpiones, Neobisiidae) (Über griechische Pseudoskorpione IV). Revue Suisse de Zoologie, vol.81, n. 4, p.845-885.